# Koeneniodes tibetanus
Espèce
Koeneniodes tibetanus est une espèce de palpigrades de la famille des Eukoeneniidae.

## Distribution
Cette espèce est endémique du Tibet en Chine. Elle se rencontre dans le xian de Mêdog.

## Description
La femelle holotype mesure 1 100 μm.

## Étymologie
Son nom d'espèce lui a été donné en référence au lieu de sa découverte, le Tibet.

## Publication originale
- Bu, Souza & Mayoral, 2021 : « New and interesting palpigrades (Arachnida, Palpigradi) of the genera Koeneniodes Silvestri, 1913 and Prokoenenia Börner, 1901 from Asia. » Zootaxa, no 4990(1), p. 45-64.